# Giacinto Bruzzesi

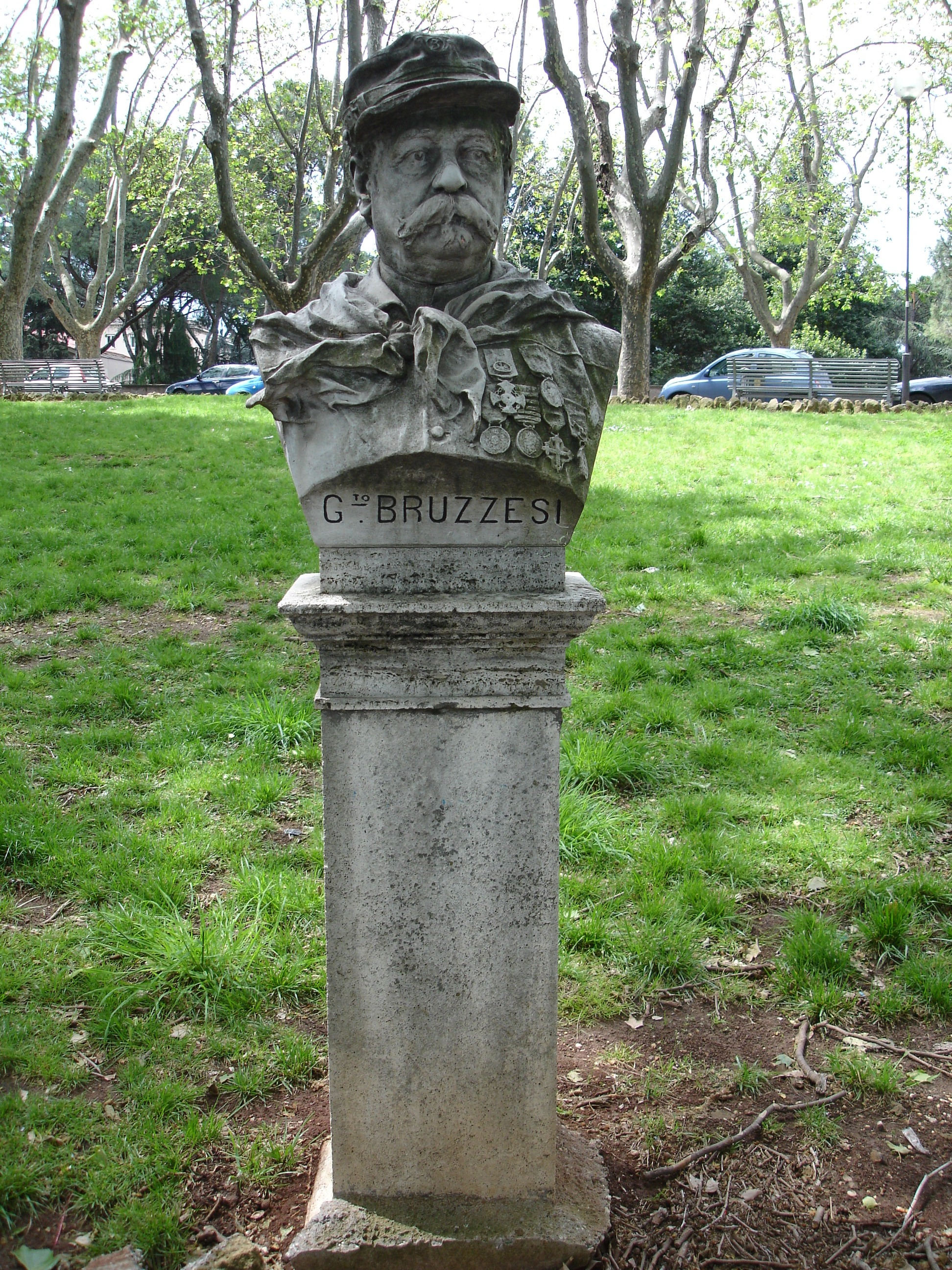
Busto al Gianicolo

Giacinto (Leopoldo Gaetano) Bruzzesi (Cerveteri, 17 dicembre 1822 – Milano, 25 maggio 1900) è stato un militare italiano.

## Biografia
Nato a Cerveteri da famiglia civitavecchiese (il padre, Lelio Antonio, con la moglie Barbara Ponziani, era momentaneamente nel centro cerite come "capo granarolo" della famiglia Ruspoli), fu educato allo studio da un sacerdote e divenne ben presto un valente incisore di cammei. Carbonaro e mazziniano fervente, durante la prima guerra di indipendenza del 1848, abbandonò Cerveteri, con il fratello Filippo, e partecipò alle battaglie di Cornuda e Vicenza, arruolato volontario tra le file della Legione Romana inviata da Pio IX per combattere gli austriaci. Nel 1849 si distinse nella Guardia Nazionale nella difesa della Repubblica Romana, e per aver combattuto nel settore di Ponte Milvio per contrastare l'avanzata francese, con numerosi assalti alla baionetta, fu decorato della medaglia d'oro al valor militare della Repubblica Romana e si guadagnò i galloni di tenente.
Caduta la Repubblica partì per la Grecia con il conte Aleksander Izensmid de Milbitz per partecipare alla rivoluzione ungherese, ma invano, visse per un certo periodo a Patrasso, Atene e Costantinopoli lavorando come incisore di cammei.
Nel 1851 penetrò con uno stratagemma nella fortezza turca di Kütahya ove era imprigionato il patriota ungherese Lajos Kossuth, con il pretesto di ritrarlo in un dipinto, in realtà per consegnargli delle lettere segrete di Mazzini. Nel 1859 combatté al fianco di Garibaldi come capitano dei “Cacciatori delle Alpi”.
Nel 1860 abbandonò l'esercito, nel quale si era da poco arruolato, per seguire Garibaldi nella spedizione dei Mille nell'Italia meridionale e, nel 1862, nella giornata d'Aspromonte. Su proposta dello stesso Garibaldi, prima della spedizione d'Aspromonte, fu iniziato in Massoneria il 3 luglio 1862 nella Loggia "I Rigeneratori del 12 gennaro 1848 al 1860 Garibaldini", di Palermo, e dal gennaio 1887 fu membro della Loggia "La Ragione" di Milano.
Nella campagna del 1866 fu nominato colonnello comandante il 3º Reggimento del Corpo Volontari Italiani e si meritò una seconda medaglia d'oro al valor militare per la capacità dimostrata nel comandare la controffensiva dei garibaldini nella battaglia di Monte Suello del 3 luglio che costrinse gli austriaci al ripiegamento e nella ritirata strategica delle truppe garibaldine condotta “con molto ordine” verso la chiesetta posta sul colle di Sant'Antonio. Valoroso fu anche nella battaglia di Bezzecca del 21 luglio e in quella serata ricevette l'encomio verbale di Garibaldi, che gli disse stringendogli la mano: “Ho veduto dei prodi come voi, più di voi, no”.
Si stabilì a Milano aprendo una fabbrica di calzature, ma quando la nuova impresa commerciale fallì, Bruzzesi ottenne dal Governo italiano un posto di modesto magazziniere di privative. Fu il promotore dell'associazione del Tiro a segno e il fondatore della Casa di Turate per i veterani combattenti. Morì a Milano il 25 maggio del 1900. A lui Milano ha intitolato la via Giacinto Bruzzesi, traversa della via Giambellino, nella zona sud est della città. Anche Marsala gli ha dedicato una via, ubicata nella zona del porto a poche decine di metri dal luogo dello sbarco dei Mille. Sono intitolate a Bruzzesi inoltre una via presso Porta San Pancrazio a Roma, una via e una piazza a Cerveteri, suo paese natale ed una via a Civitavecchia, città di origine della famiglia, dove Bruzzesi possedeva una casa nella quale ospitò varie volte Garibaldi.
A Civitavecchia gli è stata anche dedicata la locale caserma della Guardia di Finanza.

## Scritti
- Dal Volturno ad Aspromonte, memorie del colonnello Giacinto Bruzzesi. Diario di campo, documenti diplomatici e dello Stato Maggiore, relazioni…, volume autobiografico sulle sue avventurose esperienze militari.